# Xerocomus hortonii
Xerócomus hortónii  (лат.) — гриб семейства Болетовые (Boletaceae). Назван в честь выдающегося американского миколога Чарльза Хортона Пека.

## Описание
Шляпка 4—10 см в диаметре, в молодом возрасте выпуклая, затем распростёртая, с очень неровной охристо-коричневой или красно-коричневой поверхностью. Мякоть беловатого или светло-жёлтого цвета, без особого вкуса и запаха. Гименофор трубчатый, в молодом возрасте жёлтого, затем оливково-жёлтого цвета, при прикосновении обычно цвета не меняет, реже слабо синеет. Поры угловатые или круглые. Ножка 4—9 см длиной, булавовидной или более или менее цилиндрической формы, светло-жёлтая или светло-коричневая, в основании иногда с красноватым оттенком, обычно гладкая. Споровый порошок оливково-коричневого цвета. Споры 12—15×3,5—4,5 мкм, желтоватые, с гладкой поверхностью.
Произрастает одиночно или небольшими группами, в смешанных лесах, обычно с дубом, буком или тсугой. Встречается с начала лета по начало осени. Съедобен.

## Сходные виды
- Hemileccinum subglabripes отличается гладкой шляпкой.
- Leccinum rugosiceps отличается растрескивающейся шляпкой, краснеющей мякотью и тёмно-коричневыми чешуйками на ножке.

## Таксономия
Xerocomus hortonii (A.H.Sm. & Thiers) Manfr.Binder & Besl, Micologia: 85 (2000). — Boletus bortonii A.H.Sm. & Thiers, The Boletes of Michigan 319 (1971). — Boletus subglabripes var. corrugis Peck, Bulletin (New York State Museum) 2: 112 (1897).

### Синонимы
- Boletus hortonii A.H.Sm. & Thiers, 1971
- Boletus subglabripes var. corrugis Peck, 1897
- Leccinum hortonii (A.H.Sm. & Thiers) Hongo & Nagas., 1978